# Jonathan Richman

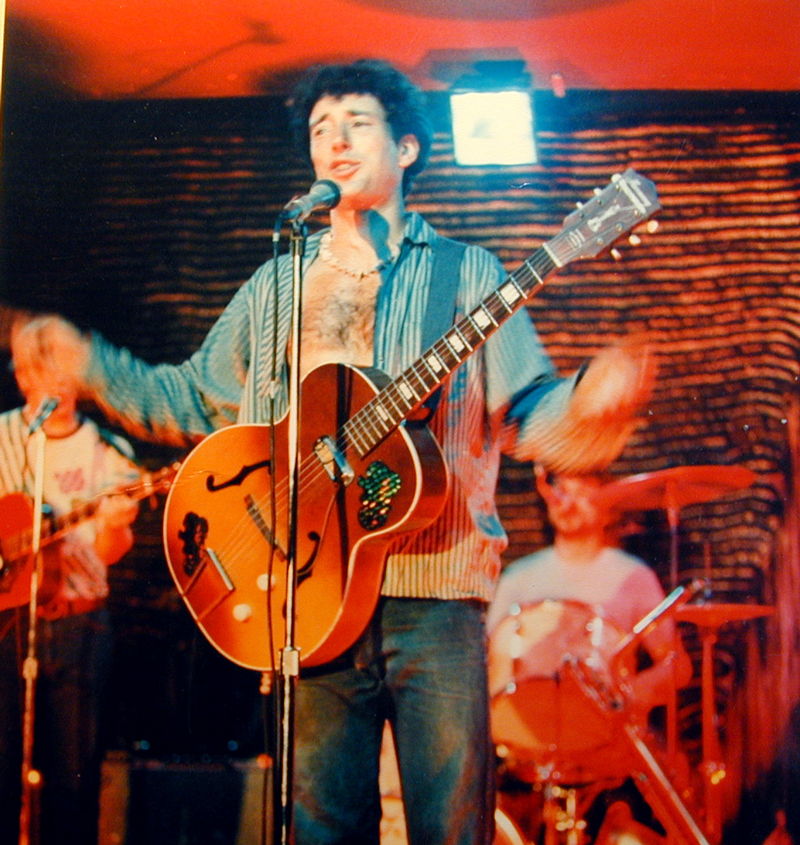
Jonathan Richman, cirka 1983

Jonathan Richman, född 16 maj 1951 i Natick, Massachusetts, är en amerikansk protopunkmusiker och -ikon.
Richman startade sin karriär som låtskrivare, sångare och frontman i sitt band The Modern Lovers. Gruppen, som av många ses som det första punkbandet, eller föregångare till punken, blev ordentligt hypat och utnämndes till det band som skulle ta över stafettpinnen från Velvet Underground. Men Richman var trött på alla narcissistiska människor som gör sig "häftiga" (och ensamma) genom att se ner på vanliga människor, hylla negativa känslor och odla sitt utanförskap, och tyngdes dessutom av att en vän till bandet hade överdoserat och dött. Detta inspirerade honom att försöka sprida mer glädje med sin musik och han mjukade upp sina gamla låtar och började ge gratiskonserter för unga och gamla och sjuka.
Efter en resa till Bermuda och ett möte med calypsons och reggaens varma glada gung försökte han styra sitt band i en ännu varmare riktning. Hans bandkamrater ville dock annorlunda och han lämnade bandet. Efter en längre Europaresa startade Richman ett nytt band under samma namn och släppte två skivor: Jonathan Richman & The Modern Lovers och Rock 'n' Roll With The Modern Lovers. Efter det har han gjort många soloskivor och till och från satt ihop nya Modern Lovers.
Richmans största hit som soloartist är låten "Egyptian Reggae". Han har uppträtt flera gånger på Conan O'Briens talkshow.
Richman har också synts på film. I Den där Mary dyker han upp som musiker lite varstans, eftersom han skrev temalåten med samma namn som filmen. Han uppträder också i en scen i filmen Kingpin.

## Richman i populärkulturen
Den brittiska punkgruppen Sex Pistols första inspelning var en cover på Richmans Roadrunner.
Svenska rock/reggae-gruppen Dag Vag har gjort en cover på Jonathan Richmans hitlåt Egyptian Reggae.